# Koszmosz–401
A Koszmosz–401 (oroszul: Космос–401) szovjet Zenyit–4M típusú felderítő műhold volt, melyet 1971. március végén indítottak.

## Jellemzői
A Zenyit–4M típusú, korlátozott pályakorrekcióra képes fotófelderítő műholdat 1971. március 27-én indították a Pleszeck űrrepülőtér 110-es indítóállásából egy Voszhod (11A57) hordozórakétával. Az alacsony Föld körüli pályára állított műhold keringési  ideje 89,3 perces, a pályasík inklinációja 72,8° volt. Az elliptikus pálya perigeuma 185 km, apogeuma 290 km volt.
1971. április 9-én, 13 nap keringés idő után földi parancsra belépett a légkörbe és a visszatérő modul-ejtőernyővel visszatért a Földre.